# Fernando Savater
Œuvres principales
- Invitación a la ética
- Éthique à l'usage de mon fils
- Política para Amador
- Las preguntas de la vida
- La tarea del héroe
- La hermandad de la buena suerte

 (mars 2025).
Fernando Savater, né le 21 juin 1947 à Saint-Sébastien, est un philosophe, activiste, essayiste, romancier, dramaturge, traducteur, journaliste et professeur espagnol.
Auteur prolifique, il met un point d'honneur à rapprocher les jeunes de la philosophie et à étudier l'éducation et la pédagogie. Il s'engage également contre le terrorisme dans le Pays basque : à ce titre, l'association ¡Basta Ya!, dont il est porte-parole, reçoit en 2000 le prix Sakharov.
Il a reçu de nombreux prix littéraires, dont le prix national de l'essai en 1982.

## Biographie

### Études et professorat
Fils d'un notaire de Saint-Sébastien, Fernando Savater est élevé chez les marianistes et se montre très porté sur la lecture, en particulier la lecture populaire et les bandes dessinées — il n'en a d'ailleurs jamais perdu l'intérêt, les défendant dans ses œuvres.
À 13 ans, sa famille s'installe à Madrid, où il passe son baccalauréat au Colegio del Pilar. Il apprécie très tôt le théâtre et joue dans plusieurs troupes amateurs.[réf. nécessaire]
Il étudie la philosophie à l'université complutense de Madrid où il passe son doctorat avec une thèse polémique sur Emil Cioran.
En janvier 1969, sous l'état d'exception, il est emprisonné un mois à la prison de Carabanchel.
Il s'exile en France lors des dernières années du franquisme, radicalement opposé à toute forme de régime politique autoritaire.

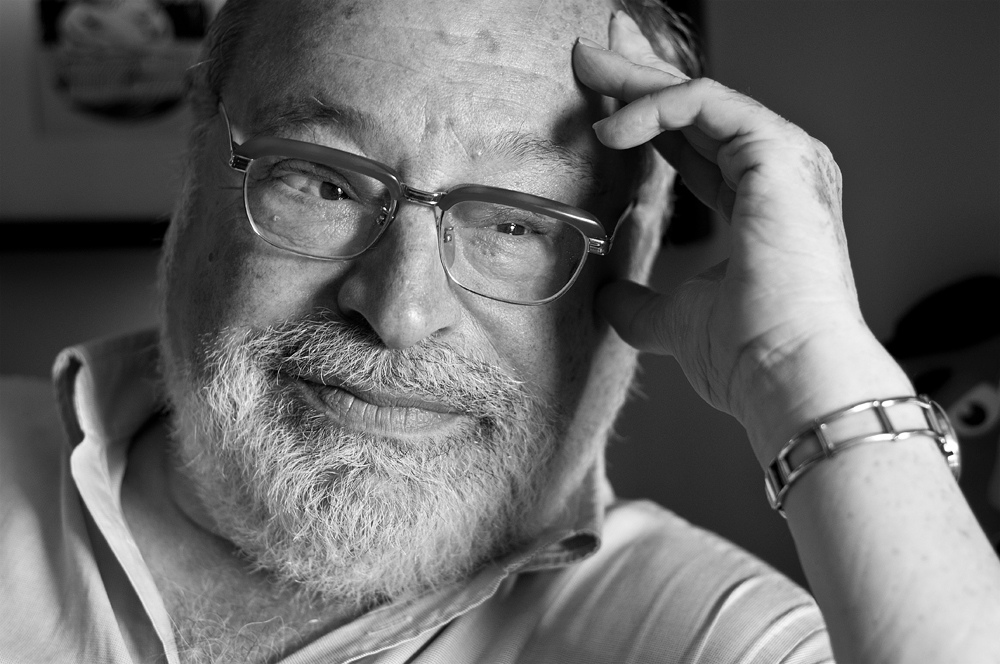
Fernando Savater en 2011.

Il travaille comme professeur assistant dans les facultés de Sciences politiques et de Philosophie de l'Université autonome de Madrid, d'où il est finalement interdit d'enseigner pour avoir émis plusieurs critiques du franquisme,.
Plus tard, il devient professeur d'éthique et de sociologie à l'université nationale d'enseignement à distance (UNED), puis en 1980 professeur remplaçant à l'université du Pays basque, avant de devenir titulaire en 1984,.
Au début des années 1990, il devient professeur titulaire de philosophie dans son alma mater et jusqu'à sa retraite, en 2008.
En octobre 2008, il prend sa retraite de professeur de philosophie dans son alma mater.

### Autres activités
Il est collaborateur habituel d'El País depuis sa fondation en 1976, et en 1990, avec Javier Pradera (es), il lance le magazine Claves de Razón Práctica.
Il participe en 2011 au centenaire d'Emil Cioran, dont il a toujours été proche intellectuellement, aux côtés, entre autres, d'Alain Finkielkraut et Roland Jaccard.

### Engagements politiques

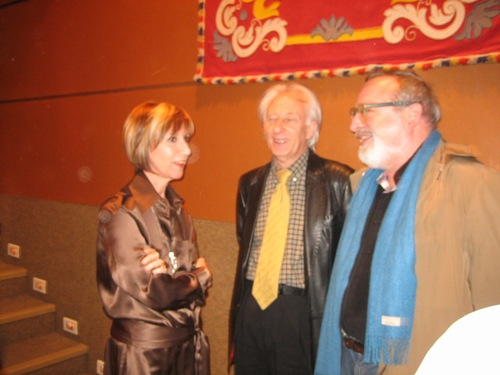
Fernando Savater et Albert Boadella, représentant Ciutadans de Catalunya en 2007, lors d'un acte de l'Union, progrès et démocratie de Rosa Díez.

Il s'intéresse très tôt à la politique, « appartenant à une génération qui est née contre la dictature et le franquisme », et a participé à beaucoup de mouvements civiques au Pays basque : il déclare que s'engager pour la politique est un devoir citoyen.
En plus de le faire dans des livres comme Euskadi : pensar el conflicto, sorti en 1987, il s'implique dans des organisations en faveur de la paix et contre le terrorisme au Pays basque, qu'il qualifie de « dictat nationaliste » comme Movimiento por la Paz y la No Violencia, Gesto por la Paz de Euskal Herria (es), Foro Ermua (es), et ¡Basta Ya!, ce qui lui a valu des menaces de mort de la part de l'ETA. Pour son engagement, il reçoit en 2000 le prix Sakharov des droits de l'homme et de la liberté d'expression.
Il s'oppose à tout parti se construisant autour de l'exaltation patriotique. D'abord libertaire puis libéral, il s'affirme dans cette position avec la polémique suscitée avec le philosophe basque Javier Sádaba (es), quand ils écrivent en 1987 Euskadi : pensar el conflicto, où ils analysent l'identité et la question du séparatisme basque, la véritable portée d'Herri Batasuna et remettent en question la possibilité de gouverner de façon autonome, tout en soutenant officiellement la légalisation de l'organisation basque. Il prendra des positions ouvertement antinationalistes, défendant ainsi les Basques opprimés par le nationalisme basque. Il considère que la politique du Parti nationaliste basque est discriminatoire, démodée et complaisante avec le terrorisme basque. Il s'affirme antinationaliste et rejette le « vasquismo (es) », sans jamais renoncer à son identité ni à sa condition basque.
Ainsi, il bondit lorsque José Luis Rodríguez Zapatero, alors chef du gouvernement espagnol, souhaite que la réforme du statut de la Catalogne, visant à raffermir l'autonomie de la région, aboutisse ; pour lui, il s'agit de laisser les nationalistes radicaux gagner du terrain : « Bien sûr que nous voulons la paix ! Mais on ne peut pas appeler paix n'importe quoi ; pour avoir connu la paix franquiste, nous le savons bien. »
Il demande le boycott des élections basques de 2007 de la part du PSOE et du PP, les accusant de ne pas être « propres ni réellement démocratiques »
Savater défend à de nombreuses occasions la Constitution espagnole comme étant le seul « véhicule de paix »,, et le Statut d'autonomie du Pays basque, « vecteur d'union » : son opposition à tout type de nationalisme a pour but d'atteindre un « idéal d'humanité universel » partagé par tous et qui se traduirait par un organisme gouvernemental d'autorité mondiale au-dessus des gouvernements et états nationaux qui servirait à résoudre les disputes et réaliser des tâches administratives d'intérêt commun,.
Il s'engage également pour le nouveau parti Union, progrès et démocratie, pour la défense d'une Espagne unie dans la pluralité.
En 2008, une polémique surgit en Espagne à la suite d'un manifeste publié notamment par Mario Vargas Llosa, Miguel Delibes et Fernando Savater, — qui est à l'origine du manifeste —, souhaitant que le castillan soit officialisé dans la constitution espagnole, voyant l'avancée des langues régionalistes menaçante pour la seule langue commune du pays, et potentiellement source de « discrimination ou de marginalisation à l'égard de ceux qui parlent seulement castillan » : « Une chose est d'encourager la connaissance des langues régionales et une autre est de les imposer au détriment de la langue commune. », déclare-t-il.
En 2010, alors que Baltasar Garzón, magistrat espagnol de l'Audience nationale, essaie d'enquêter sur les exactions des troupes et milices franquistes — qui n'ont jamais fait l'objet d'enquête en Espagne, alors que celles des Républicains l'ont été avec la Causa General (es) —, Savater se positionne contre une telle enquête en déclarant que « Les guerres ne se gagnent pas soixante-dix ans plus tard ».
En 2013, le magazine britannique Prospect établit une liste des 65 penseurs les plus influents du monde, dans laquelle Fernando Savater apparaît à la 47e place (à la suite d'un vote dans plus de 100 pays et où 10 000 personnes ont voté).

## Œuvre
Son œuvre, composée de plus de cinquante titres et de nombreux articles dans la presse, a été traduite dans plusieurs langues, dont le français. Il a obtenu de nombreux prix, dont le prix national de l'essai et le prix Anagrama en 1982, le Premio Francisco Cerecedo (es) de journalisme en 1997 et le prix Planeta en 2008.

### Influences
Proche de la pensée de Nietzsche à ses débuts, notamment avec Panfleto contra el todo, il traduit et divulgue en espagnol l'œuvre de l'un des plus importants penseurs contemporains du nihilisme, Emil Cioran. Celui-ci publie par ailleurs Entretiens, en 1995, dans lequel il s'entretient avec Savater.
On ne le situe dans aucune école philosophique. Il s'inspire assez des Lumières, notamment de Voltaire, et d'Hannah Arendt.
Dès 23 ans, il cherche à révolutionner la philosophie européenne avec Nihilismo y acción, puis avec La filosofía tachada ; influencé par Nietzsche et Cioran, il repose les bases de la méthodologie de la réflexion dans le journalisme, la philosophie ou la pédagogie.

### Volonté de vulgariser la philosophie
Il donne une importance spéciale au rapprochement de la philosophie et des jeunes, notamment avec Ética para Amador (1991, en fr. Éthique à l'usage de mon fils, 1994), l'un des livres les plus lus de la philosophie espagnole, Política para Amador (es) (1992, en fr. : Politique à l'usage de mon fils) ou encore Las preguntas de la vida (1999, en fr. : Penser sa vie : une introduction à la philosophie). Il défend par ailleurs la culture populaire, car elle exprime la vitalité juvénile, des romans d'aventure aux contes fantastiques, en passant par les nouvelles de terreur, les bandes dessinées et les jeux de rôle.

#### Éthique à l'usage de mon fils
Avec Éthique à l'usage de mon fils, Fernando Savater souhaite rendre accessible la philosophie à tous et en particulier aux plus jeunes. Il précise bien cependant que ce « n'est pas un manuel d'éthique » ni un « catalogue de réponses moralisatrices aux problèmes que nous rencontrons tous les jours », mais un « livre personnel et subjectif » portant sur des thèmes « universels », dans le but de « stimuler une pensée libre », comme il l'écrit lui-même pour présenter son livre. Malgré son souhait de ne pas voir son livre utilisé dans les lycées et universités, ce livre sera beaucoup utilisé par les professeurs d'éthique en Espagne.

### Engagement pour l'éducation
Fernando Savater s'engage aussi beaucoup pour l'éducation : dans El valor de educar (publié en France sous le titre Pour l'éducation). Ce livre, tout particulièrement adressé aux maîtres d'éducation basique et moyenne du Mexique, est une commande du professeur Elba Esther Gordillo, afin de motiver les professeurs à « faire de l'enfant une usine de connaissance et pas seulement un dépôt de déchets ». Il présente, en plus d'une analyse de l'auteur sur l'éducation et des différentes approches de celle-ci au Mexique, une compilation de textes écrits par des penseurs de toutes les époques sur l'éducation.
D'un point de vue philosophique, Savater défend dans ce livre l'idée d'influence kantienne que l'éducation est basée sur l'intersubjectivité. Elle consiste à humaniser et socialiser l'enfant qui vient de naître dans un monde qui lui préexiste. Cette humanisation est mise en relation avec le savoir et l'expérience des autres hommes qui sont des sujets pensants capables d'interagir.

## Œuvres

### Œuvres originales de Fernando Savater
Toutes les œuvres listées ici sont des essais, sauf mention :
- Nihilismo y acción (1970)
- La filosofía tachada (1972)
- Apología del sofista y otros sofismas (1973)
- Ensayo sobre Cioran (1974)
- Escritos politeístas (1975)
- De los dioses y del mundo (1975)
- La infancia recuperada (1976)
- La filosofía como anhelo de la revolución (1976)
- Apóstatas razonables (1976, puis version amplifiée en 2007)
- Para la anarquía y otros enfrentamientos (1977)
- La piedad apasionada (1977)
- Conocer Nietzsche y su obra (1977)
- Panfleto contra el Todo (1978) — Prix Mundo de Ensayo.
- El estado y sus criaturas (1979)
- Criaturas del aire (1979)
- Caronte aguarda (1981)
- La tarea del héroe (1981) — Prix national de l'essai.
- Juliano en Eleusis (1981) — pièce de théâtre.
- Impertinencias y desafíos (1981)
- Invitación a la ética (1982) — Prix Anagrama.
- Diario de Job (1983) — roman.
- Sobre vivir (1983) — trad. fr. Sur l'art de vivre[33].
- Vente a Sinapia (1983) — pièce de théâtre.
- Las razones del antimilitarismo y otras razones (1984)
- Contra las patrias (1985)
- El dialecto de la vida (1985) — roman, hommage à Robert Louis Stevenson.
- El contenido de la felicidad (1986)
- Episodios pasionales (1986)
- El contenido de la felicidad (1986)
- Euskadi : pensar el conflicto (coécrit avec Javier Sádaba, 1987)
- Último desembarco ; Vente a Sinapia (1987) — pièces de théâtre.
- Ética como amor propio (1988)
- Un paso en falso (1988) — scénario pour un téléfilm de TVE. Publié en 2013 sous le titre El traspié. Una tarde con Schopenhauer.
- Catón. Un republicano contra César (1989) — pièce de théâtre.
- Humanismo impenitente (1990)
- La escuela de Platón (1991)
- Ética para Amador (1991) — trad. fr. Éthique à l'usage de mon fils (1994)[26].
- Politique à l'usage de mon fils (es) (1992) — trad. fr. Politique à l'usage de mon fils[27].
- Guerrero en casa (1992) — pièce de théâtre.
- Sin contemplaciones (1993)
- El jardín de las dudas (es) (1993) — roman, finaliste du prix Planeta.
- Idea de Nietzsche (1995, puis version amplifiée en 2000)
- La voluntad disculpada (1996)
- El juego de los caballos (1997)
- Malos y malditos (1997)
- El valor de educar (1997) — trad. fr. Pour l'éducation[31].
- Así hablaba Nietzsche (1997)
- Despierta y lee (1998)
- La aventura africana (1998)
- Loor a leer (Crisolín) (1998)
- Ética, política, ciudadanía (1998)
- Diccionario filosófico (1999) — trad. fr. Dictionnaire philosophique personnel[34]
- Las preguntas de la vida (1999) — Prix Euskadi d'Argent. Trad. fr. Penser sa vie : une introduction à la philosophie[28].
- Diccionario del ciudadano sin miedo a saber (2000)
- A rienda suelta (2000)
- Perdonen las molestias (2001)
- A caballo entre milenios (2001)
- Pensamientos arriesgados (2002) — essai faisant partie de La Esfera de los Libros in Madrid, une anthologie de José Sánchez Tortosa.
- Jorge Luis Borges (2002)
- Ética y ciudadanía (2002)
- Etnomanía contra ciudadanía (2002)
- Palabras cruzadas : Una invitación a la filosofía (coécrit avec José Luis Pardo, 2003)
- Mira por dónde. Autobiografía razonada (2003) — autobiographie.
- Los caminos para la libertad : Ética y educación (2003) — essai pour le compte de conférences de la Cátedra Alfonso Reyes avec le Fondo de Cultura Económica.
- El valor de elegir (2003) — trad. fr. Choisir, la liberté[35].
- El gran fraude : sobre terrorismo, nacionalismo y ¿progresismo? (2004)
- Los diez mandamientos en el siglo XXI : tradiciòn y actualidad del legado de Moisés (2004) — trad. fr. Les Dix Commandements au XXIe siècle[36].
- La libertad como destino (2004)
- El Gran Laberinto (2005)
- Los siete pecados capitales (2005)
- La vida eterna (2007) — trad. fr. La vie éternelle : Éloge des incrédules[37].
- Saliendo al paso (2008) — compilation d'articles de presse écrite.
- La hermandad de la buena suerte (2008) — roman, Prix Planeta.
- La aventura de pensar (2008)
- Misterio, emoción y riesgo, textos sobre las novelas y películas de aventuras (2008)
- Borges : la ironía metafísica (2008)
- Historia de la filosofía. Sin temor ni temblor (2009)
- Tauroética (2010) — trad. fr. Tauroética : pour une éthique de la corrida[38].
- La música de las letras (2010)
- Los invitados de la princesa (2012) — roman, Prix Primavera de Novela.
- Ética de urgencia (2012).
- El traspié. Una tarde con Schopenhauer (2013) — publication de la comédie qu'il a écrit pour la télévision en 1988, Un paso en falso.

### Œuvres traduites par Fernando Savater
Ces œuvres ont été traduites par Fernando Savater et bénéficient d'un prologue de sa plume :
- Georges Bataille, El aleluya y otros textos, Madrid, Alianza Editorial, 1981
- Georges Bataille, La experiencia interior, seguido de Método de meditación y de Post-Scriptum 1953, Madrid, Taurus, 1981
- Georges Bataille, Sobre Nietzsche : voluntad de suerte, Madrid, Taurus, 1986
- Georges Bataille, Teoría de la religión, Madrid, Taurus, 1981
- Leonora Carrington, Memorias de abajo, Madrid, Siruela, 1991
- Emil Cioran, El aciago demiurgo, Barcelone, Círculo de Lectores, 1993
- Emil Cioran, Adiós a la filosofía y otros textos, Madrid, Alianza Editorial, 1982
- Emil Cioran, Breviario de podredumbre, Madrid, Taurus, 1988
- Emil Cioran, La tentación de existir, Madrid, Taurus, 1979
- Madame du Deffand, Frivolidad y agonía, Madrid, Fondo de Cultura Económica, 1988
- Denis Diderot, Paradoja del comediante y otros ensayos, Madrid, Mondadori, 1990
- Arthur Conan Doyle, La tragedia del « Korosko », Barcelone, Orbis, 1986
- Agapito Maestre, Fragmentos sobre la actualidad, Ciudad Real, Diputación Provincial, 1991
- Yukio Mishima, El Marino que perdió la gracia del mar, Barcelone, Círculo de Lectores, 1987
- Friedrich Nietzsche, Federico Nietzsche, Madrid, Taurus, 1973
- Jean Ray, Malpertuis, Madrid, Valdemar, 1990
- Peter Sloterdijk, Crítica de la razón cínica, Madrid, Taurus, 1989
- Miguel de Unamuno, Del sentimiento trágico de la vida en los hombres y en los pueblos, Madrid, Alianza, 1994
- Voltaire, Cartas filosóficas, Barcelone, Altaya, 1993
- Voltaire, Sarcasmos y agudezas, Barcelone, Edhasa, 1994
- P. C. Wren, Beau Geste, Barcelone, Orbis, 1986

### Autres collaborations
- Alain Jugnon, Pourquoi nous ne sommes pas chrétiens, Max Milo, 2009, 318 p. (ISBN 978-2-35341-051-4 et 2-35341-051-0)

## Prix et reconnaissance
- 1978 - Prix Mundo de Ensayo, pour Panfleto contra todo
- 1982 - Prix national de l'essai, pour La tarea del héroe
- 1982 - Prix Anagrama, pour Invitación a la ética
- 1989 - Prix Pablo Iglesias, section Sciences sociales
- 1990 - Prix Ijuve de Medios de Comunicación
- 1993 - Finaliste du prix Planeta, pour El jardín de las dudas
- 1997 - Premio Francisco Cerecedo (es) (journalisme)
- 1997 - Prix de la tolérance, décerné par l'Asociación por la Tolerancia (Barcelone)[40]
- 1998 - Docteur honoris causa de l'université Simón Bolívar[41]
- 1998 - Prix de la Société pour l'Avancement de la Pensée Critique
- 1999 - Prix Euskadi d'Argent, pour Las preguntas de la vida
- 1999 - Prix Continente de Journalisme
- 2000 - Prix de la Concorde Fernando Abril Martorell
- 2000 - Prix Ortega y Gasset de journalisme
- 2000 - Prix Sakharov, pour le mouvement ¡Basta Ya![40],[42]
- 2000 - Prix de la Fondation Gregorio Ordóñez[40],[43]
- 2001 - Docteur honoris causa de l'Universidad Metropolitana (es), Caracas, Venezuela
- 2002 - Prix González-Ruano (es) de journalisme[44]
- 2003 - Prix des Droits de l'Homme, pour le mouvement ¡Basta Ya!, décerné par la Fondation Plum du Danemark[40]
- 2003 - Prix de la Vie en Commun, pour le mouvement ¡Basta Ya!, décerné par la Fondation Manuel Broseta[40]
- 2003 - Prix de la Fondation indépendante Camilo José Cela[45]
- 2003 - Prix « C » d'or du Club de la communication[46],[43]
- 2005 - Prix Julio Camba de journalisme[47],[48]
- 2007 - Prix des chroniqueurs du journal El Mundo[49]
- 2008 - Prix Planeta, pour La hermandad de la buena suerte[50]
- 2009 - Docteur honoris causa de l'université nationale autonome du Mexique
- 2010 - Docteur honoris causa de la Universidad Autónoma de San Luis Potosí[51]
- 2010 - Docteur honoris causa de l'Université de Colima
- 2011 - Premio ABC Cultural & Ámbito Cultural (es)
- 2012 - Prix Mariano de Cavia de journalisme (décerné par le journal ABC)
- 2012 - Prix international de poésie et d'essai Octavio-Paz[52]
- 2012 - Premio Primavera de Novela (es), pour Los invitados de la princesa[53],[54]